# Christoph I. (Baden)

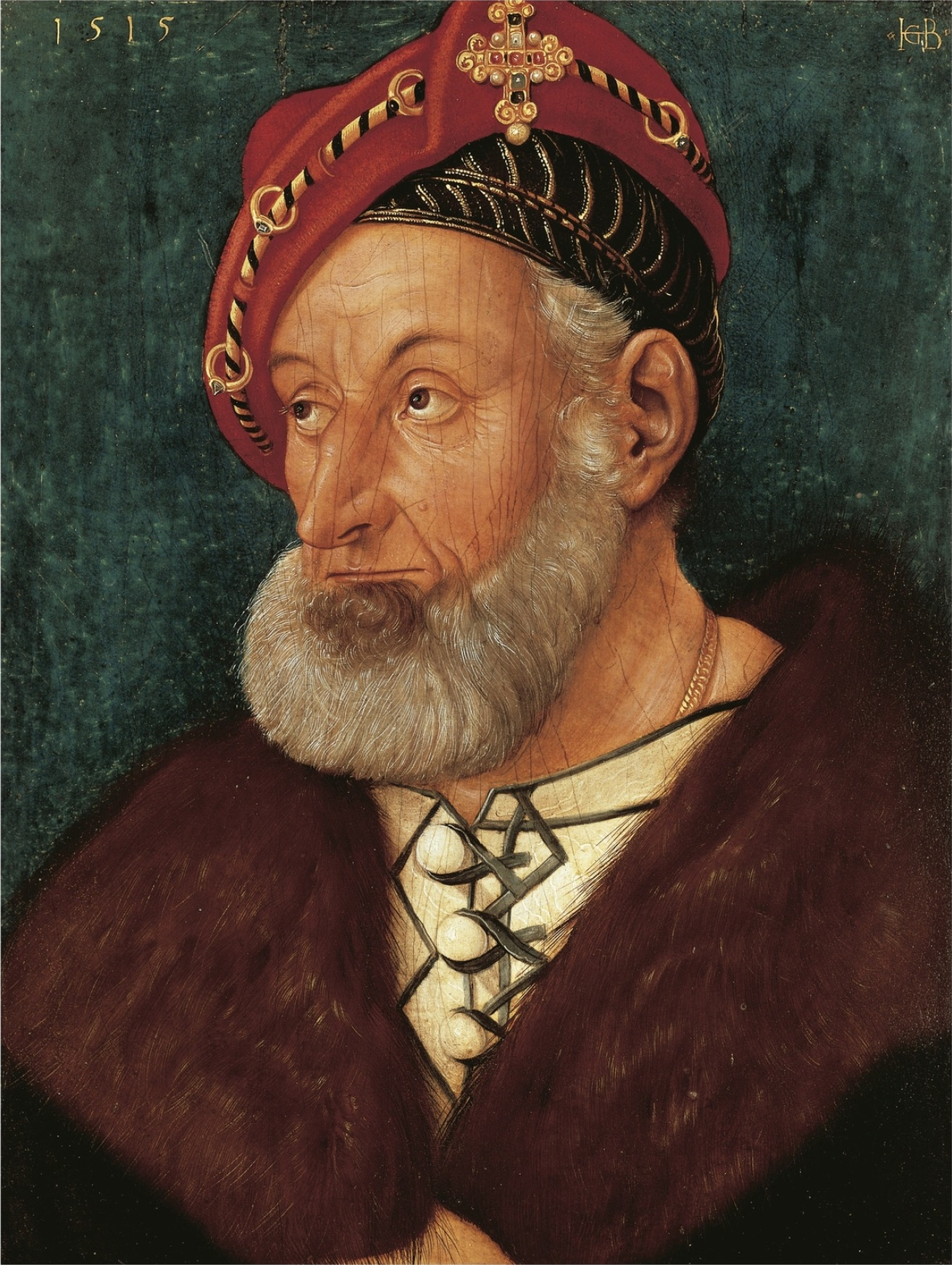
Christoph I. von Baden (Gemälde von Hans Baldung, 1515)

Markgraf Christoph I. von Baden (* 13. November 1453 in Baden-Baden; † 19. März 1527 im Schloss Hohenbaden/Baden-Baden) regierte von 1475 bis 1515.
1503 vereinigte er die Herrschaft der ausgestorbenen badischen Nebenlinie Hachberg-Sausenberg wieder mit den badischen Stammlanden.

## Leben

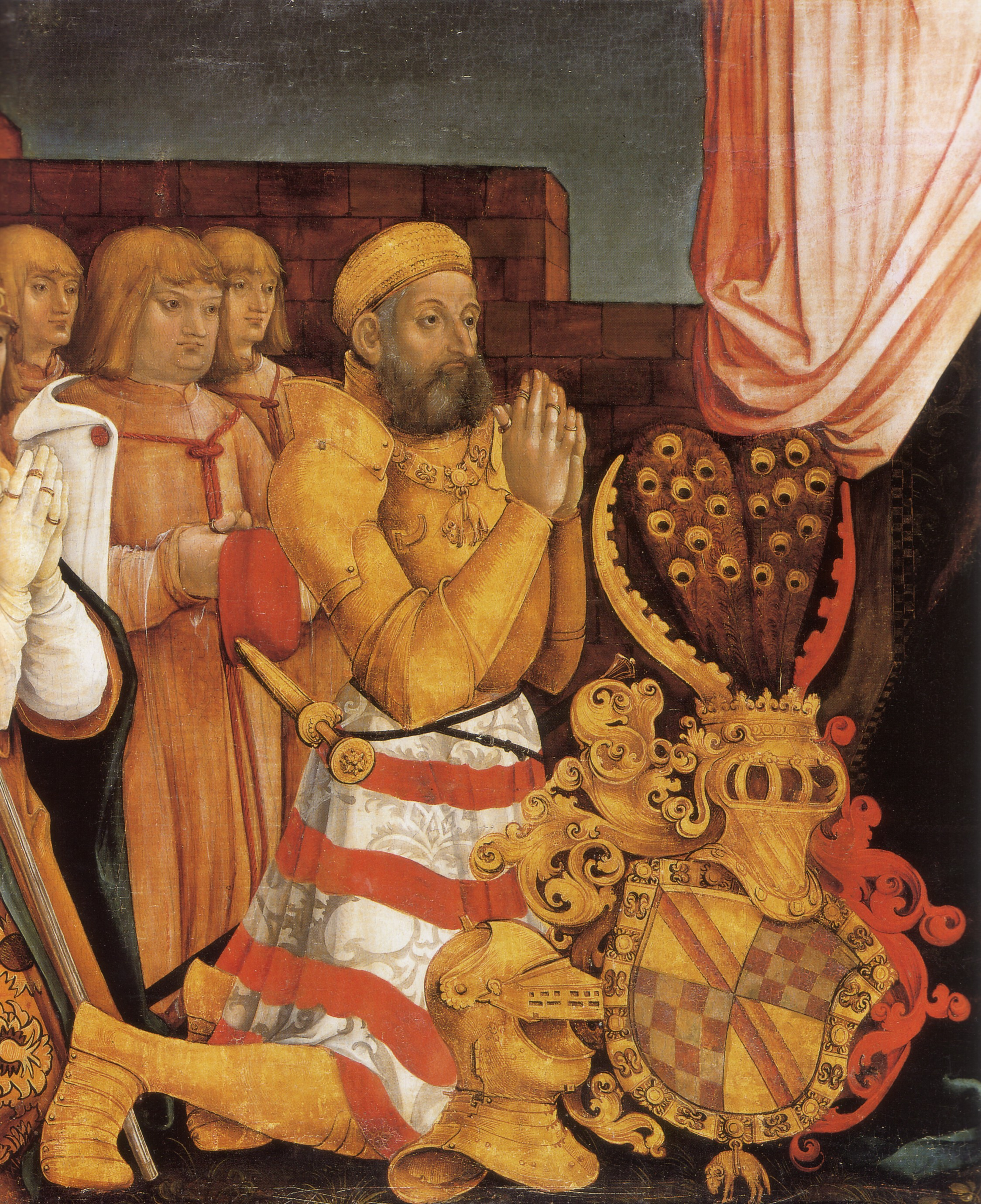
Ausschnitt aus der Markgrafentafel

Christoph I. von Baden war der Sohn des Markgrafen Karl I. von Baden und Katharinas von Österreich, der Schwester Kaiser Friedrichs III.
Christoph erhielt in Speyer und Freiburg eine umfassende Schulbildung. Von Mai bis November 1468 unternahm er zusammen mit Eberhard von Württemberg-Urach eine Pilgerfahrt nach Jerusalem, wo er und seine 24 adligen Begleiter am 12. Juli 1468 in der Grabeskirche zum Ritter vom Heiligen Grab geschlagen wurden.
1476 trat er zunächst gemeinsam mit seinem Bruder Albrecht seine Herrschaft als Markgraf an. Dieser erhielt 1476 die Grafschaft Hochberg als Erbteil, so dass Christoph ab diesem Zeitpunkt die Markgrafenwürde alleine innehatte.
Diese Erbteilung mit seinem Bruder Albrecht war zunächst auf sechs Jahre begrenzt, wurde aber 1482 mit einer endgültigen Regelung verstetigt. Allerdings gab Albrecht seinen Anteil sofort gegen eine Rentenzahlung an Christoph zurück, so dass das Herrschaftsgebiet de facto ungeteilt blieb. Als Albrecht 1488 kinderlos starb, fielen Burg und Herrschaft Hochberg endgültig an Christoph zurück.
Die durch seine Mutter angelegte enge Beziehung zum Haus Habsburg bestimmte Christophs Regierungszeit. Bereits ein Jahr vor seinem Regierungsantritt half er Friedrich III. mit Truppen gegen Karl den Kühnen. Unter Maximilian I. erwarb er sich einen Ruf als tapferer und erfolgreicher Feldherr, vor allem in den Niederlanden. Der Kaiser revanchierte sich mit der Übertragung von Herrschaften im Westen des Reichs (unter anderem der Statthalterschaft zu Luxemburg) und der in Mechelen 1491 erfolgten Aufnahme in den exklusiven Orden vom Goldenen Vlies.
1489 wurde Christoph Mitglied des Schwäbischen Bundes. Dies fügte sich in seine Bemühungen um eine friedliche Koexistenz mit seinen Nachbarn (insbesondere mit Württemberg sowie den Städten Weil und Straßburg) ein. Im Schutz dieses südwestdeutschen Landfriedens brachte Christoph den inneren Ausbau seines Herrschaftsgebietes voran.
Christoph baute das Neue Schloss von Baden-Baden aus und nahm 1479 in ihm seinen Wohnsitz.

### Das Röttelsche Gemächt und der Erbfolgestreit
Am 31. August 1490 schlossen die Markgrafen Philipp von Hachberg-Sausenberg und Christoph einen Erbvertrag, das sogenannte „Röttelsche Gemächt“. Bereits 1490–1493 übertrug Philipp von Hachberg-Sausenberg die Verwaltung seiner badischen Herrschaften an Christoph. Als am 9. September 1503 Philipp, der letzte Abkömmling der Markgrafen von Hachberg-Sausenberg, ohne männlichen Erben verstarb, fielen dessen Herrschaften Rötteln, Sausenberg und Badenweiler an Christoph.
Christoph besetzte die geerbten Gebiete rasch und ließ sich huldigen. So machte er die Zersplitterung der Besitzungen des badischen Hauses rückgängig und arrondierte sein Gebiet.
Philipps Tochter Johanna wurde nach dem Tode ihres Vaters Gräfin von Neuenburg und heiratete 1504 Ludwig von Orléans, der sich auch marquis de Rothelin nannte. Sie machte mit Hilfe einiger eidgenössischer Stände und des Königreichs Frankreich Ansprüche auf die badischen Herrschaften geltend.
Nach dem Tode Johannas (1543) nannte sich auch ihr Sohn François weiterhin marquis de Rothelin und begründete die Nebenlinie Orléans-Rothelin. Der Streit mit dieser Linie wurde erst 1581 mit der Zahlung von 225 000 Gulden beigelegt.
Auch das Haus Österreich machte Ansprüche als Landgrafen des Breisgau geltend. Dieser Streit wurde erst 1741 definitiv beigelegt und kostete das Haus Baden-Durlach nochmals 230 000.

### Übergabe der Regierung an seine weltlichen Söhne
Körperlich und geistig geschwächt, musste er 1515 die Regentschaft seinen Söhnen Bernhard, Philipp und Ernst abtreten. Die 1503 von ihm vorgesehene und auf der Markgrafentafel Hans Baldungs ins Bild gesetzte Nachfolgeregelung (Philipp als Alleinerbe) konnte er nicht durchsetzen. 1516 wurde er unter die Vormundschaft seiner Söhne gestellt; er starb 1527 in geistiger Umnachtung.
Als Philipp 1533 ohne Erben starb, teilten seine beiden Brüder das Erbe unter sich auf. Damit entstanden ab 1533 die Markgrafschaften Baden-Durlach und Baden-Baden. Erst 1771 wurde das Land (nach dem Aussterben der Baden-Badener Linie) unter Markgraf Karl Friedrich per Erbschaftsvertrag wieder vereinigt.

## Porträts

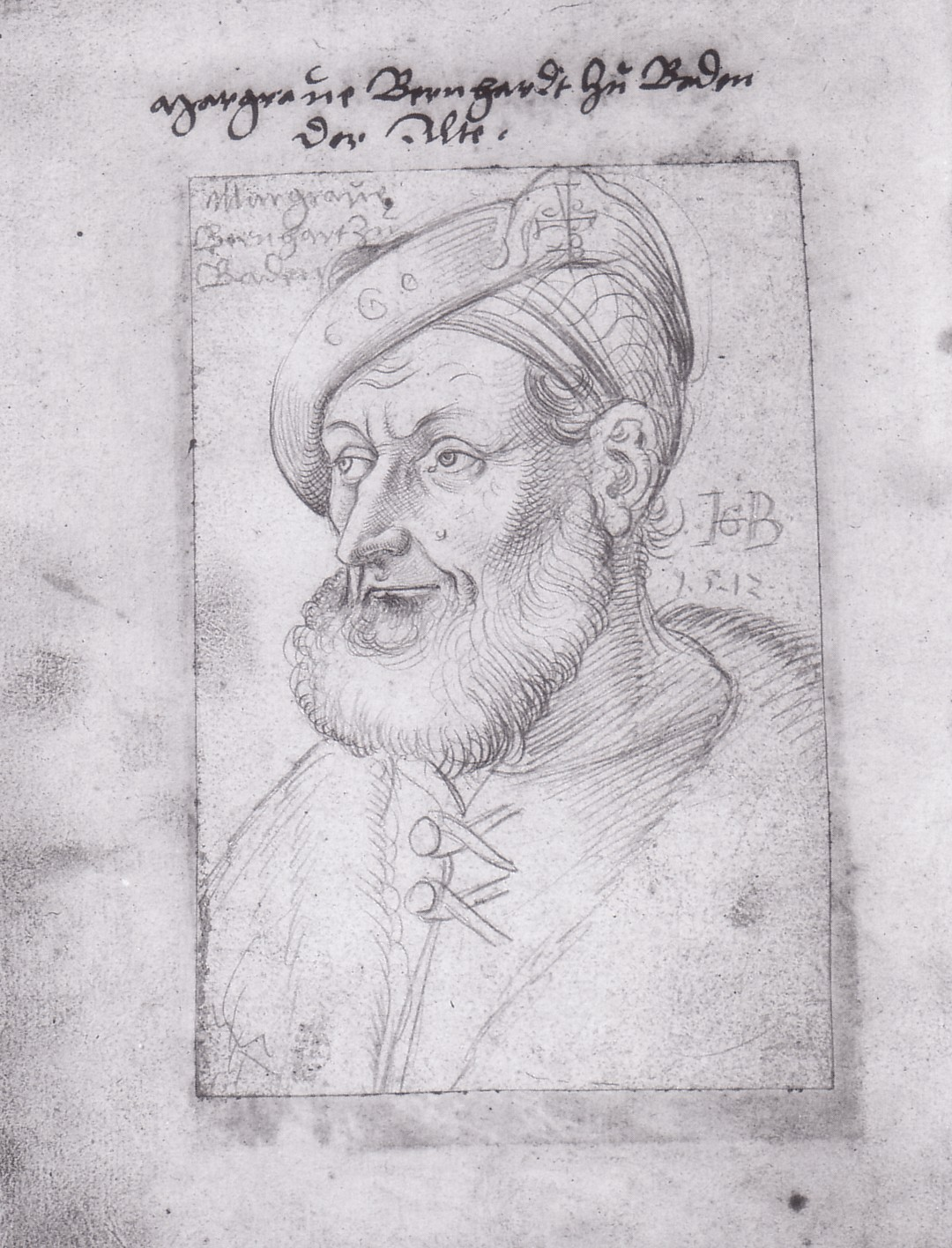
Silberstiftzeichnung Baldungs

Vor allem Hans Baldung schuf mehrere Darstellungen des Fürsten. 2006 machte Baldungs sogenannte Markgrafentafel, ein Votivbild, das Christoph im Kreis seiner Familie vor Anna Selbdritt zeigt, Furore, als sich herausstellte, dass dieses zeitweise von der Familie der Markgrafen von Baden beanspruchte Werk seit 1930 dem Land gehört.
Um 1490 wurde in einer Pariser Werkstatt das in der Badischen Landesbibliothek als Handschrift „Durlach 1“ verwahrte Stundenbuch Christophs geschaffen, eine Prachthandschrift.
Münzen zeigten sein Konterfei, aber auch eine 1519 für das Augustinerkloster in Zürich gestiftete Glasscheibe. Eine weitere Glasscheibe gehört zur Sammlung des Herzogs von Württemberg in Altshausen.
Die Devise des Herrschers war: TRIW VND STET EWIG (auf einem 1/8 Güldener von 1501) bzw. T.S.O.E., was mit TRIW STET ON END aufzulösen sein wird (so im Stundenbuch).

## Ehe und Nachkommen
Markgraf Christoph heiratete am 30. Januar 1469 in Koblenz Ottilie von Katzenelnbogen, die Enkelin des Grafen Philipp von Katzenelnbogen.
Aus dieser Verbindung sind folgende Kinder hervorgegangen:
- Ottilie (* 6. Juni 1470; † 1490), Äbtissin zu Pforzheim
- Jakob (* 6. Juni 1471; † 27. April 1511 in Köln); ab 1503 Erzbischof von Trier
- Maria (* 2. Juli 1473; † Januar 1519); Äbtissin im Kloster Lichtenthal
- Bernhard (* 7. Oktober 1474; † 29. Juni 1536); später regierender Markgraf
- Karl (* 21. Mai 1476; † 7. Oktober 1510 in Straßburg); Domherr in Straßburg und Trier
- Christoph (* 21. Juli 1477; † 29. März 1508 in Durlach); Domherr in Straßburg und Köln
- Philipp (* 6. November 1479, † 17. September 1533); später regierender Markgraf
- Rudolf (* 16. Juni 1481; † 23. September 1532); Domherr in Mainz, Köln, Straßburg und Augsburg
- Ernst (* 7. Oktober 1482 in Pforzheim; † 6. Februar 1553 in Sulzburg); später regierender Markgraf
- Wolfgang (* 10. Mai 1484; † 24. Juni 1522)
- Sibylle (* 26. April 1485; † 10. Juli 1518 in Willstätt) ⚭ 24. Januar 1505 Graf Philipp III. von Hanau-Lichtenberg (* 18. Oktober 1482; † 15. Mai 1538)
- Rosine (* 5. März 1487; † 29. Oktober 1554 in Wachendorf)

1. ⚭ 1503 Graf Franz Wolfgang von Hohenzollern (* 1483/1484; † 16. Juni 1517)
2. ⚭ Johann von Ow zu Wachendorf († 29. Oktober 1571)

- Johann († 19. Juni 1490 in Luxemburg)
- Beatrix (* 22. Januar 1492; † 4. April 1535) ⚭ 1508 Pfalzgraf Johann II. von Simmern (* 21. März 1492; † 18. Mai 1557)
- Georg (* 1. Juli 1493; † 16. November 1493)